# Ralph Peña
Ralph Raymond Peña (Jarbidge (Nevada), 24 februari 1927 - Mexico-Stad, 20 mei 1969) was een Amerikaanse jazzcontrabassist.

## Biografie
Peña speelde eerst baritonhoorn en tuba, voordat hij wisselde naar de contrabas. Nog op jeugdige leeftijd speelde hij van 1942 tot 1945 professioneel bij Jerry Austin. Terwijl hij het college in San Francisco bezocht, verwierf hij zich in het westcoast-jazz-circuit een naam en speelde hij o.a. met Art Pepper, Vido Musso, Cal Tjader (1950), Billy May (1951/52), Barney Kessel (1953 tot 1955), Charlie Barnet, Stan Getz en Shorty Rogers (1955/1956). In 1955 was hij medeoprichter van de formatie Shelly Manne & His Men. Hij werd ook bekend als lid van het trio van Jimmy Giuffre (met Jim Hall, waartoe hij van 1956 tot 1957 behoorde. Daarna speelde Giuffre met de trombonist Bob Brookmeyer). Peña verliet Giuffre's Three, omdat hij getrouwd was en afscheid nam van het tournee-leven. Daarnaast speelde hij tussen 1956 en 1959 met Buddy DeFranco. Van 1958 tot 1962 werkte hij als duo met de pianist Pete Jolly, waar hij volgens Reclams Jazzlexicon meesterprestaties leverde.
In 1962 was hij met George Shearing op een Europese tournee en in hetzelfde jaar was hij met Bill Miller begeleider van Frank Sinatra's wereldtournee, voor wie hij tussen 1956 en 1968 ook veelvuldig speelde in de studio. Hij begeleidde echter ook de zangeressen Anita O'Day, Ella Fitzgerald en Nancy Wilson, speelde met Joe Pass en in 1960 met Ben Webster. Nu en dan speelde hij ook met een eigen band, zo in 1963 in Los Angeles. In 1961 verscheen zijn lp Master of the Bass bij VSOP met Herb Geller, Joe Albany en Pete Jolly (opgenomen in zijn studio en in Sherry´s Piano Bar in Hollywood).